# II Флавиев Храбрый легион
II Флавиев Храбрый легион (лат. Legio II Flavia Virtutis) — один из легионов поздней Римской империи.
Данное подразделение было сформировано вместе с I Флавиевым Миротворцем и III Флавиевым Спасителем легионами императором Констанцием I Хлором после окончания борьбы с британскими узурпаторами Караузием и Аллектом. После этого они были переведены под командование дукса армориканских и нервиканских дорог для защиты галльских берегов от набегов пиратов-саксов. В то время легион относился к разряду лимитанов. По другой версии, подразделение было основано по приказу Константина I Великого или Констанция II. При этом императоре вексиляции легиона были переведены в комитаты. Какое-то время II Флавиев Храбрый легион оборонял рейнскую границу.
Вероятно, в 360 году подразделение вместе с II Парфянским и II Армянским легионами защищало осажденный город Безабда на реке Тигр от персов. В трудах Аммиана Марцеллина оно упоминается как II Флавиев легион. Феодосий Старший использовал этот легион во время борьбы с узурпатором Фирмом в Северной Африке в 373 году. Тогда легион временно дислоцировался у Цезареи. После этого он был переброшен в Телепте и оставался на момент составления Notitia Dignitatum. Легион находился в ведении комита Африки. По одной из версий, отдельные подразделения легиона служили в Галлии под командованием дукса Могонциака.